# Harry Potter e i Doni della Morte
Harry Potter e i Doni della Morte (titolo originale in inglese: Harry Potter and the Deathly Hallows) è il settimo e ultimo romanzo della serie fantasy Harry Potter, scritta da J. K. Rowling e ambientata principalmente nell'immaginario Mondo magico durante gli anni novanta del XX secolo.
Harry Potter e i Doni della Morte è stato pubblicato il 14 luglio 2007 nel Regno Unito, negli Stati Uniti e in Canada, mentre in Italia è stato pubblicato il 5 gennaio 2008, edito da Salani, con illustrazioni di Serena Riglietti e traduzione di Beatrice Masini.
Tradotto in 77 lingue, è la più popolare opera della storia dell'editoria mondiale, con 20 milioni di copie vendute solo nelle primissime ore, diventate poi 72 milioni in un solo giorno.
Tra il 2010 e il 2011 ne è stato tratto un adattamento cinematografico diviso in due pellicole, distribuito da Warner Bros. e diretto da David Yates: al botteghino mondiale, la prima parte ha incassato più di 960 milioni di dollari, mentre la seconda più di un 1 miliardo e 341 milioni, inserendosi al ventesimo posto nella classifica dei film con maggiori incassi nella storia del cinema.

## Trama
Con l'avvicinarsi del suo diciassettesimo compleanno, Harry Potter rischia di perdere la protezione magica offerta dalla casa degli zii Dursley, i quali vengono quindi trasferiti per la loro sicurezza, mentre l'Ordine della Fenice si prepara a scortare Harry verso la Tana, trasformando sei suoi affiliati in copie fisiche del ragazzo in modo da confondere eventuali inseguitori. Durante il tragitto i Mangiamorte li attaccano e Alastor Moody e Edvige vengono uccisi. Lord Voldemort in persona prende parte all’inseguimento e tenta di assassinare Harry, ma una reazione inattesa tra le loro due bacchette glielo impedisce.
Harry e i suoi amici Ron Weasley e Hermione Granger, come avevano già deciso, non si recheranno ad Hogwarts per il loro settimo e ultimo anno di studi per dedicarsi invece alla ricerca degli Horcrux di Voldemort. I tre ereditano inoltre da Albus Silente alcuni oggetti, che vengono loro consegnati alla Tana dal Ministro della Magia Rufus Scrimgeour: Ron riceve il deluminatore, Hermione una copia de Le fiabe di Beda il Bardo e Harry il boccino d'oro catturato nella sua prima partita di quidditch a Hogwarts, oltre alla spada di Godric Grifondoro, che gli viene però negata da Scrimgeour. Con quest’ultimo Harry ha un alterco, conclusosi con l’allontanamento di Scrimgeour dalla Tana.
In seguito Voldemort attua un vero e proprio colpo di stato, impossessandosi del Ministero della Magia facendo uccidere Scrimgeour e assoggettando l'intera comunità magica. I Mangiamorte attaccano quindi anche i partecipanti al matrimonio di Bill Weasley e Fleur Delacour, spingendo Harry, Ron e Hermione a rifugiarsi nel vecchio quartier generale dell'Ordine della Fenice, il numero 12 di Grimmauld Place. Qui scoprono che R.A.B., colui che aveva prelevato il medaglione di Serpeverde, è il fratello di Sirius, Regulus Arcturus Black; l'elfo domestico Kreacher racconta loro che l'oggetto è stato però rubato da Mundungus Fletcher. Harry manda quindi Kreacher a catturare Mundungus, il quale rivela di aver ceduto il medaglione a Dolores Umbridge.
Harry, Ron e Hermione si infiltrano al Ministero, usando la Pozione Polisucco per assumere le sembianze di tre impiegati, e recuperano l'Horcrux dalla Umbridge; tuttavia il Mangiamorte Yaxley scopre il loro nascondiglio, quindi gli amici sono costretti ad abbandonare Grimmauld Place e a nascondersi nei boschi. Non riuscendo a distruggere il medaglione, i tre decidono di indossarlo a turno, ma l'oggetto corrode l'animo del portatore e, a causa di ciò, Ron abbandona il gruppo in seguito a un litigio. Harry e Hermione decidono di recarsi a Godric's Hollow, il paese natale di Harry, in cerca di indizi. Qui incontrano quella che sembra essere l'anziana storica della magia Bathilda Bath, che si rivela essere in realtà Nagini, il serpente di Voldemort, che ha assunto le sembianze della donna; i due riescono a fuggire, ma la bacchetta di Harry rimane distrutta nello scontro. Qualche tempo dopo, in un bosco, Harry vede un Patronus a forma di cerva e, seguendolo, trova la spada di Grifondoro sul fondo di un laghetto ghiacciato. Tuffatosi per prenderla, viene quasi strangolato dalla catena dell'Horcrux, ma è salvato da Ron, tornato sui suoi passi grazie al deluminatore, che recupera la spada e la usa per distruggere il medaglione.
Riuniti, i tre decidono di fare visita a Xenophilius Lovegood, padre della loro amica Luna, per chiedergli informazioni su un simbolo presente nel libro di fiabe di Silente e che l'uomo indossava al collo il giorno del matrimonio di Bill e Fleur. Xenophilius racconta loro che il simbolo rappresenta i Doni della Morte: una bacchetta invincibile (la Bacchetta di Sambuco), una pietra in grado di rievocare i morti (la Pietra della Resurrezione) e l'infallibile Mantello dell'Invisibilità. Xenophilius, alla fine del racconto, tenta di consegnare i tre ragazzi ai Mangiamorte per riavere indietro Luna, che è stata catturata dai seguaci di Voldemort, ma il gruppo sfugge ancora una volta alla cattura. Harry capisce che il suo mantello dell'invisibilità è uno dei Doni della Morte e che la pietra è nascosta nel boccino lasciatogli da Silente, ma anche che Voldemort sta cercando la Bacchetta di Sambuco, che era passata a Silente dopo che egli aveva sconfitto il suo precedente proprietario, il mago oscuro Gellert Grindelwald.
Un giorno Harry pronuncia inavvertitamente il nome di Voldemort, che è stato stregato in modo da rintracciare all'istante chiunque lo pronunci (in quanto ciò viene solitamente fatto dai membri dell'Ordine della Fenice): i tre vengono quindi catturati e condotti a Villa Malfoy. Qui Hermione viene torturata e interrogata da Bellatrix Lestrange per scoprire come avessero fatto a trovare la spada di Grifondoro, che Bellatrix credeva essere nascosta nella sua camera di sicurezza alla Gringott. Con l'aiuto dell'elfo domestico Dobby, i tre riescono a liberarsi e a trovare riparo a Villa Conchiglia insieme ai restanti prigionieri, ovvero il folletto Unci-Unci, Dean Thomas, Luna e Olivander; durante la smaterializzazione, tuttavia, Dobby viene colpito da un pugnale lanciato da Bellatrix e muore poco dopo. Voldemort intanto profana la tomba di Silente ed entra in possesso della Bacchetta di Sambuco. Credendo che un altro Horcrux sia custodito alla Gringott, Harry chiede aiuto a Unci-Unci per poter entrare nella banca. Con l'ausilio della Pozione Polisucco, che trasforma Hermione in Bellatrix, i quattro si infiltrano alla Gringott e recuperano l'Horcrux: la coppa di Tassorosso. Unci-Unci tuttavia scappa con la spada di Grifondoro, mentre Harry, Ron e Hermione evadono dai sotterranei della banca in groppa a un drago che faceva la guardia alle camere blindate. Voldemort apprende dell'incidente e capisce così che i tre stanno cercando i suoi Horcrux; attraverso una visione, Harry viene a sapere che gli ultimi Horcrux rimasti sono Nagini e un oggetto misterioso nascosto a Hogwarts.
Recatisi a Hogsmeade, i tre amici sfuggono ancora una volta ai Mangiamorte e riescono a penetrare a Hogwarts grazie al barista del pub Testa di Porco, che si rivela essere il fratello minore di Silente, Aberforth. Voldemort, allarmato dalla presenza di Harry, si mobilita per assaltare Hogwarts, mentre i professori e gli studenti interessati a combattere allontanano i soggetti fedeli al mago oscuro e si preparano a difendere la scuola insieme ad alcuni membri dell'Ordine della Fenice giunti in soccorso. Con l'aiuto del fantasma della Dama Grigia, Harry capisce che l'Horcrux mancante nascosto nella scuola è il diadema di Corvonero. Riunitosi con Ron e Hermione, che nel frattempo sono stati nella camera dei segreti e hanno distrutto la coppa di Tassorosso con una zanna avvelenata del basilisco, Harry trova il diadema nella Stanza delle Necessità, ma i tre vengono attaccati da Draco Malfoy, Tiger e Goyle. Tiger tenta di ucciderli evocando un fuoco maledetto, l'Ardemonio, ma le fiamme sfuggono al suo controllo e distruggono sia l'Horcrux che la stanza stessa; i tre amici scappano salvando Malfoy e Goyle, mentre Tiger resta ucciso. I Mangiamorte e i loro alleati, intanto, lanciano l'attacco alla scuola, uccidendo diverse persone tra cui Fred Weasley, Remus Lupin e Ninfadora Tonks.
Voldemort concede una tregua momentanea, si ritira nella Foresta Proibita e, capendo che la Bacchetta di Sambuco non obbedisce pienamente alla sua volontà poiché il suo vecchio padrone, Silente, era di fatto stato ucciso da Severus Piton, ordina a Nagini di uccidere quest'ultimo, pensando così di conquistare la fedeltà della bacchetta. In punto di morte Piton consegna a Harry i suoi ricordi da esaminare nel pensatoio. Il ragazzo apprende così che Piton aveva realmente svolto il doppio gioco contro Voldemort in quanto era da sempre innamorato di Lily Evans, la madre di Harry. Anche l'assassinio di Silente era stato un ordine di Silente stesso; inoltre, era stato sempre Piton a inviare a Harry il Patronus a forma di cerva per fargli trovare la spada di Grifondoro. Harry scopre infine che, a seguito dell'attacco subito da piccolo, anche lui è inavvertitamente diventato un Horcrux, quindi per riuscire davvero a rendere il mago oscuro nuovamente mortale dovrà farsi colpire a morte da Voldemort in persona. Decide così di sacrificarsi, chiedendo a Neville di uccidere Nagini. Mentre si reca nella Foresta Proibita, Harry comprende il messaggio "Mi apro alla chiusura" inciso sul boccino d'oro e, dicendo di stare per morire, riesce ad aprirlo: dentro vi trova la Pietra della Resurrezione, grazie alla quale fa apparire gli spettri dei suoi genitori, di Sirius Black e di Lupin, che gli infondono coraggio. Lascia quindi cadere la pietra e si consegna a Voldemort, il quale gli scaglia contro la maledizione Avada Kedavra.
Harry si risveglia in un luogo onirico simile alla stazione di King's Cross, dove incontra Silente. Questi spiega che il ragazzo non è realmente morto poiché Voldemort aveva usato il sangue di Harry per ricreare il proprio corpo e quindi, inconsapevolmente, sta ospitando dentro di sé la protezione di Lily; Harry è dunque legato alla vita finché lui vive e la maledizione mortale che ha ricevuto ha annientato unicamente il frammento di anima di Voldemort che ospitava. Harry ha quindi la possibilità di andare avanti e morire, ma ritorna invece alla vita e si finge morto; lo stratagemma ha successo grazie all'inaspettata collaborazione di Narcissa Malfoy, che è interessata unicamente a ritrovare Draco. Voldemort entra da vincitore a Hogwarts assieme al suo esercito, mostrando il corpo di Harry e intimando ai difensori di arrendersi; Neville Paciock tuttavia invita coraggiosamente i suoi compagni a resistere.
Accorrono i rinforzi, costituiti dai centauri, dai thestral e da un gruppo di elfi domestici, di parenti degli studenti e di abitanti di Hogsmeade, e la battaglia riprende. Neville estrae la spada di Grifondoro dal Cappello parlante e decapita Nagini e Molly Weasley uccide Bellatrix dopo un furioso duello, mentre Lucius e Narcissa Malfoy abbandonano i Mangiamorte e ritrovano il figlio. Harry si mostra a Voldemort, rivelandosi ancora vivo, e gli spiega che il vero padrone della Bacchetta di Sambuco non era Piton, ma Draco, poiché era stato lui a disarmare Silente prima che Piton lo uccidesse. Harry, avendo disarmato Draco durante la lotta a Villa Malfoy, è quindi il reale padrone della bacchetta. Incurante, Voldemort lancia la maledizione Avada Kedavra contro Harry, ma l'incantesimo gli rimbalza contro e lo uccide. Terminata la battaglia, Harry utilizza la Bacchetta di Sambuco unicamente per riparare la sua vecchia bacchetta spezzata per poi riporla nella tomba di Silente. Sceglie infine di non tornare a cercare la Pietra della Resurrezione nella foresta e di tenere solo il mantello dell'invisibilità.
Diciannove anni dopo, il mondo magico sta vivendo un lungo periodo di pace. Harry e Ginny Weasley sono sposati e hanno tre figli: James Sirius, Albus Severus e Lily Luna. Anche Ron e Hemione sono sposati e hanno due figli, Rose e Hugo, mentre Draco, scagionato da tutte le accuse come Mangiamorte, è diventato padre di Scorpius. I protagonisti della serie si ritrovano alla stazione di King's Cross per accompagnare i loro figli al treno per Hogwarts.

## Il commento della Rowling sull'epilogo
In una intervista e in una chat l'autrice J. K. Rowling ha dato informazioni addizionali riguardo ai personaggi, che ha scelto di non includere nel libro.
Le affermazioni con fonti esplicite si intendono pronunciate in altri momenti rispetto all'intervista e alla chat sopra citate.
- Harry è diventato il capo del dipartimento degli Auror e guida la motocicletta di Sirius, che Arthur Weasley ha aggiustato per lui. A seguito della distruzione del frammento dell'anima di Voldemort che risiedeva in lui, Harry non parla più il Serpentese. Si è inoltre riconciliato con il cugino Dudley Dursley e i due si tengono in contatto sporadicamente, ma più per dovere che per piacere personale, affinché i loro figli possano frequentarsi tra loro.
- Ron ha lavorato per un certo periodo con il fratello George al negozio Tiri Vispi Weasley (Weasleys' Wizard Wheezes). È poi diventato anche lui un Auror come Harry.
- Hermione è ritornata dai suoi genitori in Australia ed ha rimosso l'incantesimo di memoria che aveva lanciato su di loro per proteggerli. È stata l'unica del trio ad essere tornata ad Hogwarts ed essersi diplomata, per iniziare poi una carriera al Ministero della Magia nel Dipartimento di Regolazione e Controllo delle Creature Magiche, spostandosi successivamente al Dipartimento di Regolazione della Legge Magica.
- Harry, Ron ed Hermione sono stati inseriti tra i personaggi delle figurine delle Cioccorane che raffigurano maghi famosi. Ron dirà che è stato il suo più grande momento di gloria.
- Neville Paciock è divenuto il docente di Erbologia di Hogwarts e i suoi allievi ascoltano sempre con interesse le storie delle sue avventure con Harry; inoltre si è sposato con Hannah Abbott (ex Tassorosso), la quale è diventata la proprietaria del Paiolo Magico, dove i due vivono.[9]
- Luna Lovegood è diventata una sorta di naturalista, viaggiando per il mondo alla ricerca di creature strane e uniche, e si occupa anche della direzione del Cavillo, ereditata dal padre. Si è sposata con Rolf Scamandro, nipote del famoso naturalista Newt Scamandro, e i due hanno avuto due figli, Lorcan e Lysander.
- Ginny ha giocato per un periodo con le Holyhead Harpies (squadra di Quidditch), per poi abbandonare la carriera sportiva e diventare capo reporter alla Gazzetta del Profeta riguardo al Quidditch.
- A Hogwarts la professoressa McGranitt ha assunto stabilmente la carica di Preside ed è stato assunto un nuovo docente di Difesa contro le Arti Oscure fisso; infatti la maledizione che Voldemort aveva lanciato contro quel ruolo dopo che gli era stato rifiutato si è rotta con la sua morte. L'autrice non ha dichiarato nulla sull'identità del nuovo insegnante.
- George Weasley ha continuato a gestire da solo il negozio di scherzi Tiri Vispi Weasley e si è sposato con Angelina Johnson, dalla quale ha avuto due figli: Fred, chiamato così in ricordo del fratello rimasto ucciso (e dalla cui morte non si è mai del tutto ripreso), e Roxanne.[10]
- Charlie Weasley non si è mai sposato e non ha mai avuto figli. La scrittrice ha rivelato che è più interessato ai draghi che alle donne.
- Cho Chang si è sposata con un babbano.
- Sebbene Piton abbia mantenuto la carica di Preside per meno di un anno e non sia mai stato particolarmente apprezzato in tale ruolo nella scuola, Harry ha insistito affinché anche il suo ritratto venisse aggiunto a quelli dei Presidi precedenti.
- Fiorenzo è stato riaccolto nel branco e il resto dei centauri ha dovuto ammettere che "la tendenza pro-umani non era vergognosa, bensì onorevole".
- Kingsley Shacklebolt, che era stato provvisoriamente nominato Ministro della Magia dopo la caduta di Voldemort, è stato confermato ufficialmente in tale ruolo.
- Percy Weasley ha continuato a lavorare al Ministero della Magia, come alto ufficiale, e si è sposato con una certa Audrey, dalla quale ha avuto due figlie chiamate Molly e Lucy.
- Azkaban non usa più i Dissennatori come guardie, in quanto Kingsley, in qualità di ministro, ha sostituito le terrificanti creature con gli Auror.
- Dolores Umbridge è stata arrestata, interrogata e rinchiusa ad Azkaban per crimini contro i maghi nati babbani.
- Il Cavillo è ritornato alla sua consueta condizione di "avanzata pazzia" ed è apprezzato per la sua comicità involontaria.
- A Hogwarts, la Casa di Serpeverde è divenuta più tollerante e non è più un bastione per i purosangue come era un tempo, sebbene mantenga la sua oscura reputazione.
- Draco Malfoy è stato assolto da tutte le accuse ricevute come Mangiamorte e si è sposato con Astoria, la più giovane delle donne della famiglia Greengrass; i due hanno avuto un figlio di nome Scorpius Hyperion Malfoy.
- I figli di Bill Weasley e Fleur si chiamano Victoire, Dominique e Louis e hanno rispettivamente 17, 13 e 12 anni nell'epilogo; vengono tutti smistati nella casa di Grifondoro. Victoire, chiamata così perché è nata esattamente due anni dopo la Battaglia di Hogwarts, è anche la fidanzata di Teddy Lupin.
- Rita Skeeter ha scritto un nuovo ed irritante best seller: Piton: santo o scellerato?
- Teddy Lupin, figlio di Remus e Tonks, viene allevato dalla nonna materna, Andromeda Tonks, che lo cresce da sola con il supporto degli amici di famiglia. È un Metamorfomagus, come lo è stata sua madre, e dimostra di non aver ereditato la licantropia da cui era affetto suo padre, il quale era molto preoccupato a tale riguardo.
- Narcissa Malfoy viene assolta per aver aiutato Harry durante la battaglia di Hogwarts.

## Capitoli
1. L'ascesa del Signore Oscuro (The Dark Lord Ascending)
2. In Memoriam (In Memoriam)
3. La partenza dei Dursley (The Dursleys Departing)
4. I sette Potter (The Seven Potters)
5. Il guerriero caduto (Fallen Warrior)
6. Il demone in pigiama (The ghoul in pyjamas)
7. Il testamento di Albus Silente (The Will of Albus Dumbledore)
8. Il matrimonio (The Wedding)
9. Un nascondiglio (A Place to Hide)
10. Il racconto di Kreacher (Kreacher's Tale)
11. La mazzetta (The Bribe)
12. La magia è potere (Magic is Might)
13. La commissione per il censimento dei Nati Babbani (The Muggle-Born Registration Commission)
14. Il ladro (The Thief)
15. La vendetta del folletto (The Goblin's Revenge)
16. Godric's Hollow (Godric's Hollow)
17. Il segreto di Bathilda (Bathilda's Secret)
18. Vita e menzogne di Albus Silente (The Life and Lies of Albus Dumbledore)
19. La cerva d'argento (The Silver Doe)
20. Xenophilius Lovegood (Xenophilius Lovegood)
21. La storia dei tre fratelli (The Tale of the Three Brothers)
22. I Doni della Morte (The Deathly Hallows)
23. Villa Malfoy (Malfoy Manor)
24. Il fabbricante di bacchette (The Wandmaker)
25. Villa Conchiglia (Shell Cottage)
26. La Gringott (Gringotts)
27. Il nascondiglio finale (The Final Hiding Place)
28. Lo specchio mancante (The Missing Mirror)
29. Il diadema perduto (The Lost Diadem)
30. Il congedo di Severus Piton (The Sacking of Severus Snape)
31. La battaglia di Hogwarts (The Battle of Hogwarts)
32. La Bacchetta di Sambuco (The Elder Wand)
33. La storia del Principe (The Prince's Tale)
34. Ancora la foresta (The Forest Again)
35. King's Cross (King's Cross)
36. La falla nel piano (The Flaw in the Plan)
37. Diciannove anni dopo (Nineteen Years Later)

## Citazioni
Nella trama del libro sono presenti due citazioni bibliche. Nella copertina dell'edizione italiana si può leggere: "L'ultimo nemico che sarà sconfitto è la morte", presente sulla tomba di James e Lily Potter (pagina 304), frase contenuta nella Prima lettera ai Corinzi. (1 Cor 15, 26). Un'altra citazione biblica è presente a pagina 301: "Dove si trova il tuo tesoro, lì sarà anche il tuo cuore", incisa sulla tomba di Kendra Silente, frase contenuta anche nel Discorso della Montagna (Mt 6, 19–21).

## Trasposizione cinematografica
Al contrario di quanto accaduto con i film tratti dagli altri libri della saga, l'adattamento cinematografico per questo libro è stato diviso in due film, entrambi diretti da David Yates. La prima parte è uscita in tutto il mondo il 19 novembre 2010, mentre la seconda il 13 luglio 2011.
In un'intervista, lo sceneggiatore Steve Kloves ha rivelato che avevano già pensato di dividere il Calice di Fuoco in due parti. Il produttore David Heyman ha detto in un'altra intervista che la scelta di dividere il film in due parti è stata fatta per esigenze artistiche, e non per profitto, in quanto l'ultimo capitolo presenta una trama così ricca, coinvolgente e senza sotto-trame che non si sarebbe potuto tagliare nulla, come è avvenuto nei precedenti episodi dove, per esempio, non si sono viste le azioni di Hermione per il C.R.E.P.A. J.K. Rowling si è mostrata entusiasta all'idea di dividere il film in due parti, dato che sarebbe stato irrealizzabile produrre un unico film di 4 ore e mezzo.

## Videogioco
In seguito alla decisione di dividere il film in due parti, anche il videogioco ufficiale (che, come i titoli precedenti, rispecchia maggiormente l'adattamento cinematografico, piuttosto che il libro) è stato anch'esso diviso in due parti, una per ciascuno dei due film.

## Edizioni

### Italia
L'edizione italiana del romanzo edita da Salani è uscita il 5 gennaio 2008. La traduzione, che conta 704 pagine, è a cura di Beatrice Masini, mentre le illustrazioni in copertina sono di Serena Riglietti.
Nel minisito della Salani dedicato ad Harry Potter, inaugurato il 25 settembre 2007, nella sezione FAQ è possibile leggere una spiegazione riguardo alla scelta del titolo.
L'8 dicembre 2007 comincia a circolare su internet la copertina e la sovraccoperta del libro (quella rimovibile), la quale ha come colore dominante il bianco, la scritta Harry Potter rossa e in rilievo, sulla facciata due figure indistinte mentre sul retro vi è una cerva bianca sul cui sfondo si intravede un Harry neonato, Lily e James Potter. Inoltre, sullo sfondo, è presente la frase, anche se non interamente, "L'ultimo nemico che sarà sconfitto è la morte"; la copertina rigida invece è di un colore nero-grigio e sarà dello stesso stile delle copertine del bauletto (quello contenente i sette libri di Harry Potter), e vi sono raffigurate le due figure indistinte che ci sono anche sulla sovraccoperta.

### Regno Unito
È l'edizione curata da Bloomsbury. Ha 608 pagine e la copertina è disponibile in una versione per bambini e una per adulti.

### Francia
Dopo dieci giorni dall'uscita del libro in lingua ufficiale, su un sito amatoriale, è uscita una versione in francese perfettamente tradotta e fedele all'originale dei primi tre capitoli del libro. Il sedicenne autore della traduzione, di Aix-en-Provence, nel sud della Francia, è stato "arrestato". È stato rilasciato quasi subito perché ritenuto un appassionato della saga di J. K. Rowling e non un approfittatore. Gli inquirenti sono rimasti «particolarmente sorpresi dalla qualità della traduzione» realizzata in tempi record e definita quasi professionale, un ottimo lavoro di traduzione.

### Altri Paesi

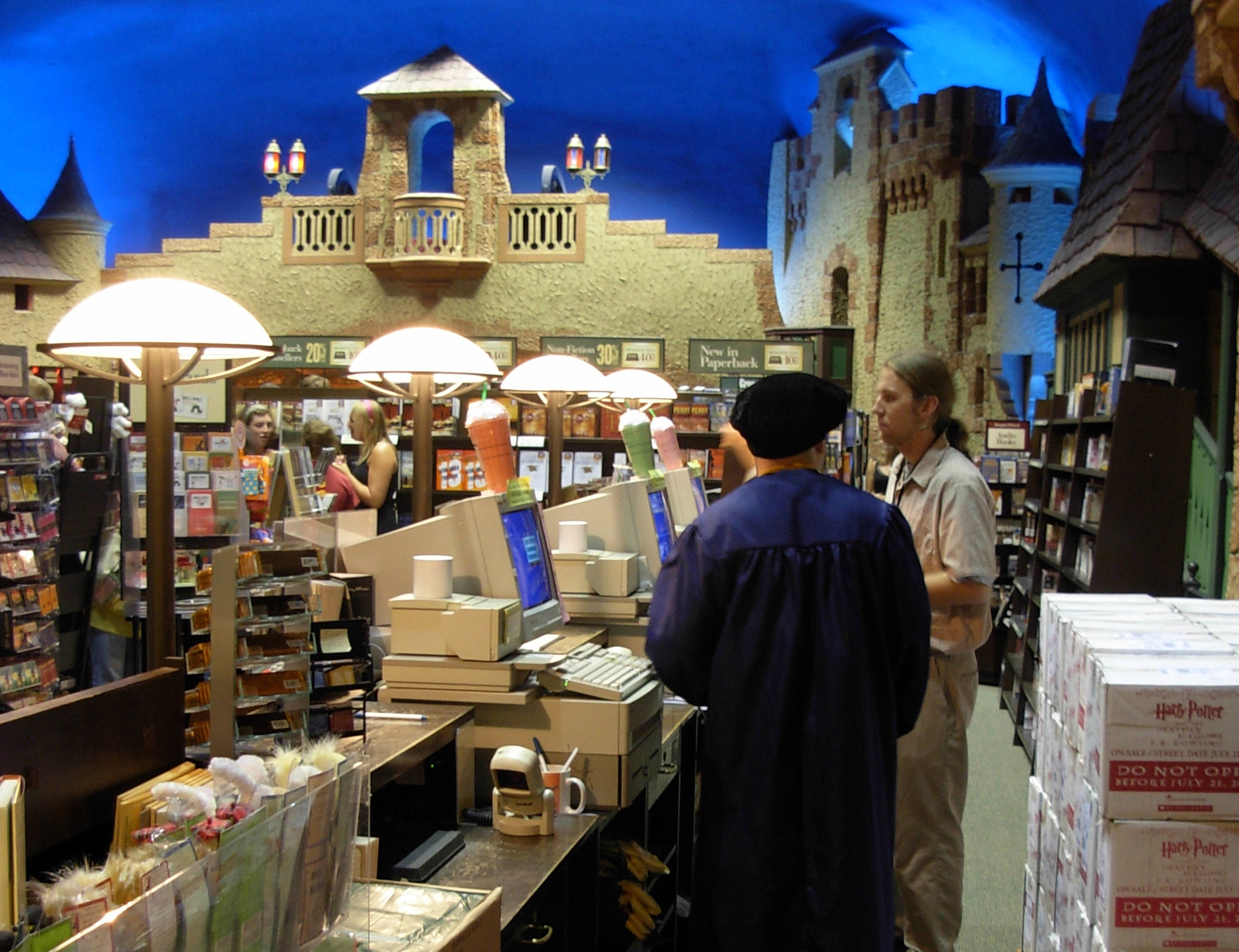
Una libreria negli Stati Uniti prima della pubblicazione del libro

- In Ucraina, Гаррі Поттер і смертельні реліквії è uscito il 25 settembre 2007 edito da А-ба-ба-га-ла-ма-га battendo nei tempi di traduzione tutti gli altri paesi;
- In Croazia, Harry Potter i Darovi smrti è disponibile in libreria dal 26 ottobre 2007, edito da Algoritam;
- In Danimarca, Harry Potter og Dødsregalierne è uscito il 13 ottobre 2007, pubblicato da Gyldendal;[15]
- In Francia, Harry Potter et les Reliques de la Mort è disponibile in libreria dal 26 ottobre 2007, edito da Gallimard;
- L'edizione tedesca, Harry Potter und die Heiligtümer des Todes è uscita il 27 ottobre 2007, edita da Carlsen;
- In Grecia, Psychogios ha annunciato l'uscita di Ο Χάρι Πότερ και οι Κλήροι του Θανάτου per il 3 novembre 2007;
- In Spagna e nei paesi latino americani, per leggere Harry Potter y las Reliquias de la Muerte i fan parlanti la lingua castigliana, come anche quelli di lingua catalana e galiziana, hanno atteso fino al 21 febbraio 2008;
- Negli Stati Uniti il libro fu pubblicato da Scholastic. Sul cofanetto dell'edizione deluxe sono raffigurati Harry, Hermione e Ron che cavalcano un drago;
- In Svezia, Harry Potter och Dödsrelikerna è disponibile dal 21 novembre 2007;
- In Vietnam, Harry Potter và Bảo bối Tử thần è uscito il 27 ottobre 2007.
- In Polonia, Harry Potter i Insygnia Śmierci è uscito il 25 gennaio 2008.